# Seda
Seda è una città della Lituania, situata nella contea di Telšiai.